# 915 Cosette
Cosette (asteroide 915) é um asteroide da cintura principal, a 1,9183462 UA. Possui uma excentricidade de 0,1391878 e um período orbital de 1 215,13 dias (3,33 anos).
Cosette tem uma velocidade orbital média de 19,95186295 km/s e uma inclinação de 5,55044º.
Este asteroide foi descoberto em 14 de Dezembro de 1918 por François Gonnessiat.